# Напередодні далеків
«Напередодні далеків» (англ. Eve of the Daleks) — перший із спецвипусків 2022 року британського науково-фантастичного телесеріалу «Доктор Хто», який транслювався на BBC One 1 січня 2022 року. Автор сценарію — Кріс Чібнолл, режисер — Аннетта Лауфер. Цей епізод йде за тринадцятим сезоном як новорічний випуск.
У епізоді грають Джоді Віттакер у ролі Тринадцятого Доктора, а також Мендіп Ґілл та Джон Бішоп у ролі її супутників, Ясмін Кхан та Дена Льюїса відповідно.

## Сюжет
Незадовго до півночі напередодні Нового року на склад, яким володіє і керує Сара, приходить Нік, в яку він закоханий. Тим часом Доктор намагається перезавантажити ТАРДІС, щоб усунути пошкодження та аномалії, спричинені Потоком. Маючи намір провести час на пляжі, вона разом із Яз і Деном натомість опиняються на складі. Невідомо для Доктора, перезавантаження ТАРДІС викликає часову петлю.
Нік стикається з далеком, який вбиває його, а потім і Доктора, Яз, Дена і Сару. Час скидається, коли Сара та Нік намагаються врятувати один одного, але зазнають невдачі й знову вмирають від Далека. Доктор розуміє, що кожне скидання скорочує часовий цикл на хвилину, і припускає, що петля зруйнується опівночі. Далеки повідомляють, що вони виявили енергетичний слід ТАРДІС і прийшли стратити Доктора за її дії в «Підкорювачах». І група, і далеки намагаються вчитися на попередніх циклах, щоб передбачити наступні кроки свого ворога. Під час циклів Нік зізнається, що повертається щороку, щоб побачити Сару, а Ден вказує Доктору, що Яз має до неї почуття.
Використовуючи матеріали, що зберігаються на об’єкті іншим співробітником, включаючи незаконні феєрверки, група вирішує створити пастку, яка зруйнує сховище вибухом. Однак, щоб заплутати далеків, вони поводяться зовсім інакше в передостанньому циклі, перш ніж знову померти. В останню хвилину до півночі вони збирають вибухонебезпечні матеріали, а також мобільний телефон Сари, втікають через підвал, а далеки тим часом шукають їх не в тому місці. Почувши, що мати Сари дзвонить по телефону, далеки стріляють у пастку і запалюють феєрверк, що спричинило вибух і поховало далеків під уламками.
ТАРДІС завершує реструктуризацію, і Доктор і її супутники вирушають, щоб знайти втрачений скарб Флор де ла Мар, а Сара і Нік вирішують разом подорожувати світом.

## Виробництво

### Розробка
«Напередодні далеків» написав шоураннер і виконавчий продюсер Кріс Чібнолл. Цей епізод представляє нову версію далеків, яких назвали Далеками-Катами, і використовує формат часової петлі.

### Кастинг
Джоді Віттакер виступає у ролі Тринадцятого Доктора, Мендіп Ґілл у ролі Ясмін Кхан та Джон Бішоп у ролі Дена Льюїса. В епізоді беруть участь запрошені зірки Ейслінг Бі та Аджані Салмон, а також Полін Маклінн. Джонні Діксон, який востаннє з'являвся у серії «Жінка, що впала на Землю» (2018), повернувся зіграти Карла.

### Зйомки
Режисером епізоду стала Аннетта Лауфер. Перші два спеціальні випуски 2022 року були зняті в тому ж виробничому циклі, що й тринадцятий сезон. Зйомки для цих випусків завершилися в серпні 2021 року.

## Трансляція та відгуки

### Трансляція
«Напередодні далеків» вийшов у ефір 1 січня 2022 року і є першим із трьох спеціальних випусків 2022 року.

### Рейтинги
За ніч цей епізод подивилися 3,21 мільйона глядачів, що зробило його шостою за кількістю переглядів програмою дня.

### Відгуки критиків
На агрегаторі рецензій Rotten Tomatoes 82% з 11 критиків дали позитивну оцінку епізоду із середньою оцінкою 7,20 з 10. Консенсус сайту звучить так: « Доктор Хто зменшує масштаби й стає ще кращим за допомогою новорічного спецвипуску, який знаходить свіжі нотки у самодостатній історії». 